# Abbazia territoriale di Nossa Senhora do Monserrate do Rio de Janeiro
L'abbazia territoriale di Nossa Senhora do Monserrate do Rio de Janeiro (in latino Abbatia Territorialis B. M. Virginis de Monteserrato Fluminis Ianuarii) è una sede soppressa della Chiesa cattolica in Brasile.

## Territorio
L'abbazia territoriale era situata a Rio de Janeiro in Brasile. Nel primo periodo della sua esistenza comprendeva il territorio dell'attuale diocesi di Roraima, nell'omonimo stato.

## Storia
L'abbazia territoriale fu eretta il 15 agosto 1907 con il decreto E Brasilianae Reipublicae della Sacra Congregazione Concistoriale, confermato dal breve Ad summum di papa Pio X del 10 dicembre successivo, quando il territorio del Rio Branco che era appartenuto alla diocesi di Amazonas (oggi arcidiocesi di Manaus) fu affidato all'abbazia di Nossa Senhora do Monserrate do Rio de Janeiro, che fino ad allora era soggetta all'arcidiocesi di Rio de Janeiro.
Il 21 aprile 1934 l'abbazia territoriale fu soppressa e le missioni dell'Amazzonia che rientravano nella sua giurisdizione furono erette nell'amministrazione apostolica di Rio Branco (oggi diocesi di Roraima).
Il 19 maggio 1948 l'abbazia territoriale fu ristabilita, ma con giurisdizione limitata alla sola abbazia, per effetto della bolla Decessor Noster di papa Pio XII.
L'abbazia territoriale è stata soppressa il 6 maggio 2003 con il decreto Iuxta normas della Congregazione per i Vescovi e il suo territorio è stato incorporato nell'arcidiocesi di Rio de Janeiro.

## Cronotassi dei vescovi
- Geraldo Van Caloen, O.S.B. † (13 dicembre 1907 - 18 maggio 1915 dimesso)
- Pedro Eggerath, O.S.B. † (14 ottobre 1915 - luglio 1929 dimesso)
  - Sede vacante (1929-1934)
  - Sede soppressa (1934-1948)
- Martinho Michler, O.S.B. † (19 maggio 1948 - 1969 deceduto)
- Inácio Barbosa Accioly, O.S.B. † (30 ottobre 1969 - 1992 deceduto)
- José Palmeiro Mendes, O.S.B. (21 ottobre 1992 confermato - 6 maggio 2003 cessato)